# Cayo Sosio
Cayo o Gayo Sosio  fue un senador y comandante de la República romana durante el siglo I a. C..

## Carrera política
Fue cuestor electo de Manio Emilio Lépido en el año 66 a. C. y pretor en el año 49 a. C. Al inicio de la segunda guerra civil de la República romana entre Julio César que lideraba la facción de los populares y Pompeyo que lideraba la facción de los optimates, se unió a los conservadores; no obstante, cuando estos marcharon a Antigua Grecia, Sosio acudió a Roma y se rindió a César.
Tras el asesinato del dictador, se unió a Marco Antonio, quien lo nombró gobernador romano de las provincias de Siria y Cilicia en sustitución de Publio Ventidio Baso (38 a. C.). Durante su administración se le ordenó que auxiliara a Herodes I el Grande, quien había quedado en posesión de Jerusalén, en su conflicto contra Antígono Matatías. Sosio obtuvo la posesión de la isla y de la ciudad de Aradus en la costa de Fenicia, hacia finales de 38 a. C.  En 37 a. C. avanzó contra Jerusalén y adquirió la prefectura de la misma. Tras la toma de la ciudad, Herodes obtuvo el trono.
Dejó el gobierno de la provincia en 35 a. C. siendo reemplazado por Lucio Munacio Planco. En recompensa a sus servicios, se le honró con un triunfo a su regreso a la capital (34 a. C.). En el año 32 a. C. fue nombrado cónsul junto a Cneo Domicio Enobarbo. Cuando estalló el conflicto entre Marco Antonio y Octaviano se mantuvo leal a Antonio y atacó con dureza a su rival en el Senado, siendo obligado a huir al Este. En el año 31 a. C. comandó una escuadra de la flota de Antonio y la condujo a la victoria frente a las naves dirigidas por Lucio Arruncio, al que obligó a retirarse; no obstante, cuando estaba en persecución de su rival, llegaron los refuerzos comandados por el segundo al mando de Octaviano, Marco Vipsanio Agripa. En esta batalla, el rey de Cilicia, Tarcondimoto, que era un aliado de Antonio, fue capturado y ejecutado y el propio Sosio se vio obligado a huir. En la batalla de Accio comandó el ala izquierda de la flota antoniana. Tras la aplastante derrota volvió a escapar para luego ser capturado; salvó la vida merced a Lucio Arruntio, quien intercedió en su defensa ante Octaviano. Cuando regresó a la capital, reedificó el templo de Apolo Sosiano, que se había iniciado en el año 34 a. C., en honor a Octaviano.
Sosio asistió a los Ludi Saeculares en 17 a. C., como quindecimviri sacris faciundis, cargo que ejercía desde el año 31 a. C.

## Descendencia
No se le conocen hijos varones pero sí dos mujeres, Sosia y Sosia Gala, nacidas de un matrimonio tal vez con una Asinia, una Nonia o una Aelia.